# Modruško-riječka županija
Modruško-riječka županija (mađ. Modrus-Fiume vármegye) naziv je za županiju Kraljevine Hrvatske i Slavonije u sastavu Zemalja Krune sv. Stjepana u vrijeme Austro-Ugarske Monarhije. Sjedište županije bio je Ogulin, a u njenom središtu nalazilo se strateški važno utvrđeno naselje Modruš, sjedište knezova Frankopana. Sama Rijeka nije pripadala ovoj županiji, nego je posebnim dodatkom Hrvatsko-ugarskoj nagodbi, nazvanim Riječka krpica, potpala pod izravnu mađarsku upravu.

## Zemljopis
Modruško-riječka županija graničila je s austrijskim zemljama Istrom i Kranjskom, Bosnom i Hercegovinom pod zajedničkom austro-ugarskom upravom, te hrvatsko-slavonskim županijama Zagrebačkom i Ličko-krbavskom. Županija je imala i dio obale Jadranskog mora. Oko 1910. pokrivala je 4879 km2.

## Povijest
Budući da u izvornom tekstu Hrvatsko-ugarske nagodbe nije bilo spomena o pripajanju Rijeke Ugarskoj, ova je županija morala nakon 1868. obuhvaćati i taj grad. U izvorni dokument ubačena je „Riječka krpica“ i to u obliku doljepljenog dodatka naziva „član 66.“ Tim su činom grad, njegova luka i cjelokupni riječki kotar, pripali Mađarskoj uz dozvolu da o riječkoj autonomiji odluku donesu zastupnici grada i Ugarskog i Hrvatskog sabora. Zastupnici Mađarske i Rijeke prisilili su Hrvatski sabor da prihvati upravu središnje ugarske vlade nad Rijekom, ali da takvo stanje bude privremeno. Ovu odluku u srpnju je 1870. potvrdio je i car Franjo Josip I.
Modruško-riječka županija osnovana je u 18. stoljeću, a nakon povratka Vojne krajine matici zemlji 15. srpnja 1881. mogla se proširiti na ove granice. Temeljem zakonske odredbe od 5. veljače 1886. „Ob ustroju županija i uređenju uprave u županijah i kotarih“, na teritoriju bivših županija i ukinute Vojne krajine, ustanovljeno je osam županija u svojstvu civilnih uprava, među njima i Modruško-riječka županija.
Nakon odluke Hrvatskog sabora iz 1918. o raskidanju državno-pravnih veza s Austrijom i Ugarskom, i ova županija slijedi sudbinu Hrvatske. Županijska uprava prestala je djelovati Uredbom o podjeli zemlje na oblasti (SN br. 92 od 28. travnja 1922.), koja će biti provedena tek 1924. godine. Sljednik županije bila je Primorsko-krajiška oblast u Karlovcu.

## Uprava
Stvarna nadležnost županije bila je podijeljena između županijske oblasti, velikog župana, županijske skupštine i upravnog odbora. Županijska oblast bila je zadužena za poslove javne uprave županije ako nisu pripadali vladi, županijskoj skupštini, upravnom odboru i kotarskim oblastima. Na čelu se nalazio podžupan, imenovan od bana na prijedlog velikog župana kojemu je podređen. Najvažniji poslovi odnosili su se na održavanje javnog mira i poretka u skladu sa zakonima, rješavanje sporova kotareva i općina u drugoj molbi te u pitanjima gradnji, sabiranju milodara, eksproprijaciji, ženidbenim dozvolama i izdavanju putovnica, dozvola za plovidbu rijekama.
Veliki župan bio je predstavnik izvršne vlasti i vladin povjerenik imenovan od kralja na prijedlog bana. Imao je nadzornu ulogu nad samoupravom, političkom i kotarskom upravom. Održavao je županijske skupštine, imao nadzor nad činovnicima i upraviteljima. Županijska skupština stjecala je članstvo izborom ili putem imenika oporezovanih građana (o kojima je odlučivao verifikacijski odbor). Članovi su birani svake 3 godine na 6 godina. Članovi Upravnog odbora mogli su biti birani od skupštine i po funkciji (prema tome kako je to uređeno zakonom od 5. veljače 1886. i preinakom 28. prosinca 1886.).
Djelokrug skupštine: donošenje statuta, rasprava o predmetima od javnog interesa te obraćanje Saboru peticijama, rješavanje teritorijalnih sporova općina i sporova niže uprave, uprava županijskom imovinom, izbor verifikacionog i upravnog odbora, nadzor nad općinskom, kotarskom i županijskom upravom. Od 1902. rješavala je i pitanja vezana uz komasaciju. U djelokrug Upravnog odbora spadali su poslovi autonomne javne uprave, porezni i disciplinski poslovi. Podređeni su mu bili upravni i općinski organi.

## Stanovništvo
Prema popisu iz 1910. ova je županije imala 231 654 stanovnika koji su govorili sljedećim jezicima:
- Hrvatski jezik: 152 210
- Srpski jezik: 74 894
- ostali

## Upravna podjela
Modruško-riječka županija obuhvaćala je sljedeća područja:
1. Ogulinsko-slunjsko okružje, izuzev općina Švarča, Šašice i Kalje kotara Rakovac, te općine Brinje, Jezerane, Krivi Put kotara Brinje,
2. Podžupaniju riječku,
3. Podžupaniju delničku,
4. općine Bosiljevo i Severin Podžupanije karlovačke i općinu Vrginmost, koja stvarno nikada nije pripadala Modruško-riječkoj već Zagrebačkoj županiji.

### Kotari
Početkom 20. stoljeća Modruško-riječka županija bila je podijeljena na sljedeće kotare:
| Kotarevi   | Kotarevi   |
| Kotar      | Središte   |
| ---------- | ---------- |
| Čabar      | Čabar      |
| Crikvenica | Crikvenica |
| Delnice    | Delnice    |
| Ogulin     | Ogulin     |
| Sušak      | Bakar      |
| Slunj      | Slunj      |
| Vojnić     | Vojnić     |
| Vrbovsko   | Vrbovsko   |